# Batalla de Kerbala
La batalla de Karbalāʾ fue un breve combate librado el 10 de octubre del año 680, entre un ejército enviado por Yazid I, de los Omeyas, y un pequeño grupo de familiares y seguidores que acompañaban a Husáin ibn Ali, nieto del profeta Mahoma.
Husáin se dirigía a Kufa, donde le habían invitado para ostentar el poder del califato. El grupo que lo acompañaba fue atacado cerca de la ciudad de Karbala, en Irak, muriendo la mayoría de los varones y el mismo Husáin.
La mayoría de los chiitas consideran el aniversario de la batalla como un día de luto sagrado y en esa fecha recrean ritualmente la muerte de Husayn ibn Alī. Sus restos yacen en Karbala, considerado por los creyentes como un sitio de gran santidad. 

## Antecedentes políticos
El liderazgo del tercer califa Uthmán acabó con un violento levantamiento, que culminó con el asesinato de Uthman (año 656); durante varios días, los rebeldes ocuparon la ciudad de Medina. Bajo la abrumadora presión de la umma, Alí ibn Abi Tálib fue elegido cuarto califa, que recibió la aclamación de la multitud congregada para la proclamación. Su primero acto fue tratar de unir a la comunidad islámica. Se dieron las órdenes de no atacar a los rebeldes hasta no haber restaurado el orden. El gobernador de Siria, Muawiyya, se negó a reconocer a Alí y se rebeló contra él. Esto originó un enfrentamiento armado entre el califa musulmán Alí ibn Abi Tálib y Muawiya. El mundo islámico se dividió en partidarios de uno y de otro.
Tras el asesinato de Alí ibn Abi Tálib, su hijo Hasan ibn Ali le sucedió en el cargo, pero pronto firmó un tratado con Muawiya para evitar más derramamiento de sangre. Muawiya conservó su cargo de gobernador de Siria. Antes de su muerte, Muawiya estuvo tramando una mayor desviación de las normas islámicas, al designar a su hijo Yazid como su sucesor, estableciendo la primera dinastía islámica. Esta acción fue considerada inaceptable por algunos notables de la Umma, incluido el hijo pequeño de Alí ibn Abi Tálib, Husáin ibn Ali.
La mayoría de los musulmanes observaba la conducta de los notables de las familias principales, como Abdullah Ibn Abbás, Abdullah Ibn Zubair, Abdullah Ibn Ómar, Husáin Ibn Ali y Abdurrahman Ibn Abi Bakr. Muawiya indicó a su hijo estrategias específicas para cada uno de ellos. Le advirtió especialmente sobre Husáin ibn Alí, que era el único familiar de Mahoma. Yazid pudo sobornar a tres de ellos (Abdullah ibn Abbás, Abdullah Ibn Ómar y Abdurrahman Ibn Abi Bakr). Abdullah ibn Zubair se refugió en La Meca. Husáin Ibn Ali creyó que el nombramiento de Yazid como heredero del califato daría lugar a una monarquía hereditaria, que estaba en contra de las enseñanzas originales del islam político. Por lo tanto, decidió hacer frente a Yazid.

## Acontecimientos antes de la batalla
Muawiya I murió el 22 de Rayab del 60 después de la Hégira (680 d. C.). Siguiendo las tradiciones árabes, Muawiya I nombró sucesor a su hijo Yazid, convirtiendo así el Califato en un cargo dinástico. Algunos notables de la comunidad islámica eran cruciales para que se pudiese dar tal transformación. Husáin era el mayor escollo para la instauración de la dinastía debido a que era el único pariente vivo de Mahoma. Yazid dio instrucciones al gobernador de Medina, Walid, para que obligara a Hussain a aliarse con él. Hussain se negó y pronunció sus famosas palabras:

Cualquiera parecido a mí, no aceptará a nadie parecido a Yazid como gobernante.

Husáin partió hacia La Meca el 28 de Rayab del 60 después de la Hégira (680 d. C.), dos días después del intento de Walid de forzarle a someterse a la autoridad de Yazid. Estuvo en La Meca desde principios de Shaabán y durante el Ramadán, Shawwal y Dhu ul-Qi‘dah. Fue durante su estancia en La Meca cuando recibió muchas cartas desde Kufa de musulmanes que le aseguraban su apoyo y le pedían que fuera allí para guiarlos. Respondió a sus llamadas enviando a Muslim ibn Aqil, su primo, a Kufa como representante para cerciorarse de la situación exacta en que se hallaba Kufa y conocer la opinión pública.
El representante de Husáin en Kufa, Muslim ibn Aqil, fue recibido por los habitantes de Kufa y la mayoría le brindaron su apoyo. Después de sus observaciones iniciales, Ibn Aqil escribió a Husáin ibn Ali indicándole que la situación en Kufa era favorable. Sin embargo, después de la llegada de un nuevo gobernador a la ciudad, Ubayd-Allah ibn Ziyad, las circunstancias cambiaron. Bin Aqil y su anfitrión, Hani ibn Urwa, fueron ejecutados el 9 de Dhu ul-Híyyah del 60 después de la Hégira (10 de septiembre de 680) ante la pasividad del pueblo. Esto cambió la lealtad del pueblo de Kufa en favor de Yazid y contra Husáin ibn Ali, quien, noticioso de que existía una conspiración para matarlo durante el Hach, abandonó La Meca el 8 de Dhu ul-Hiyya del 60 después de la Hégira. Dio un discurso en la Kaaba subrayando las causas de su partida (no quería que se ultrajase la santidad del Hram) debido a que sus adversarios habían obviado cualquier norma de decencia, sin importarles conculcar todos los principios del islam y de las tradiciones árabes.
Cuando Husáin ibn Alí estaba preparándose para salir de La Meca y desplazarse a Kufa, Abd-Allah ibn Abbás y Abdullah ibn Zubayr tuvieron una reunión con él y le advirtieron que no fuera a Irak o, si insistía en viajar, que no llevara a mujeres ni a niños consigo, debido a la peligrosidad de la ruta. Husáin, sin embargo, estaba resuelto a llevar a cabo su plan. Dio un discurso a la gente antes de irse en el que dijo:

"... La muerte es ciertamente para la humanidad, al igual que la traza del collar en el cuello de las mujeres jóvenes. Soy un enamorado de mis ancestros como el entusiasmo de Jacob a José... Todos, quienes vayan a dar tributo de su sangre para nuestro bien y estén preparados para encontrarse con Alá, deben partir con nosotros..."

De camino a Kufa, la pequeña caravana recibió la triste noticia de la ejecución de Muslim ibn Aqil y la indiferencia del pueblo de Kufa. En vez de volver atrás, Husáin decidió continuar el viaje y envió a Qais ibn Musahhar al-Saydavi como mensajero para tratar con los hombres de Kufa. El mensajero fue capturado en los alrededores de Kufa, pero logró romper en pedazos la carta para ocultar los nombres allí mencionados. Al igual que Muslim ibn Aqil, Qais ibn Musahhar fue ejecutado.

## La batalla
Husáin y sus seguidores se encontraban a dos días de Kufa cuando fueron interceptados por la vanguardia del ejército de Yazid; unos mil hombres acaudillados por Hurr Riahy. Tras ser interceptados Husáin preguntó: ”¿Con nosotros o contra nosotros?”. Le respondieron: “¡Por supuesto que contra ti, oh Aba Abd Allah!!. Hussain dijo: “Si sois diferentes de lo que recibí en vuestras cartas y de vuestros mensajeros, entonces volveré a donde vine. Su líder, Hurr, negó a Husáin el volver a Medina. La pequeña caravana de la familia del Profeta llegó a Kerbala el 2 de Muharram del 61 después de la Hégira (2 de octubre de 680). Se vieron obligados a levantar un campamento en tierra dura y Hurr puso cerca su ejército. Ibn Ziyad designó a Úmar ibn Sa‘ad para liderar el ejército contra Husáin ibn Ali. Al principio se negó pero acabó aceptando bajo la amenaza de Ibn Ziyad de quitarle la gobernación de la ciudad de Ray. Úmar ibn Sa’as se movió hacia el campo de batalla con un ejército de cuarenta mil hombres y llegó a Kerbala el 2 de Muharram del 61 después de la Hégira (3 de octubre de 680).
Ibn Ziyad envió una breve misiva a Umar ibn Sa‘ad donde le mandaba: “evitar que Husáin y sus discípulos tuvieran acceso al agua y no pudieran beber una sola gota de agua”. Ibn Sa‘ad ordenó a cinco mil jinetes cortar el acceso del Éufrates al campamento de Husáin. Uno de los discípulos de Husáin se reunió con Úmar ibn Sa‘ad y negoció el acceso al agua, el cual fue denegado. El bloqueo del acceso al agua continuó hasta el final de la batalla el 10 de Muharram por la noche (10 de octubre de 680).
Umar ibn Sa‘ad recibió una orden de Ibn Ziyad de iniciar la batalla inmediatamente y no demorarla. El ejército empezó a avanzar sigilosamente sobre el campamento de Husáin en el atardecer del 9 de Muharram (9 de octubre). En ese momento, Husáin envió a Abbás ibn Alí a solicitar una tregua a Sa‘ad hasta la mañana siguiente para que pudieran rezar durante la noche; Ibn Sa‘ad aceptó.
En la noche anterior a la batalla Husáin reunió a sus hombres para recordarles que eran libres de abandonar el campamento, protegidos por la oscuridad de la noche, si no querían afrontar una muerte segura junto a él. Ninguno de los hombres de Husáin quiso abandonarle y permanecieron todos con él, rezando y haciendo vigilia durante toda la noche.

### Día de la batalla
El 10 de Muharram (10 de octubre), también llamado Ashura, Husáin ibn Ali realizó la Oración de la Mañana con sus compañeros. Designó a Zuhayr ibn Qayn para dirigir el flanco derecho, a Habib ibn Muzahir para dirigir el flanco izquierdo y a su medio hermano Abbás ibn Ali como el abanderado de su ejército.
Los compañeros de Husáin eran 32 jinetes y 40 infantes. Husáin iba sobre su caballo Zuljenah.
En el otro lado, Yazid había enviado a Shimir (su comandante en jefe) a reemplazar a Úmar ibn Saad ibn Yazid como comandante. Reorganizó el ejército y, por la tarde, supo que Hurr y su hijo habían desertado y se habían ido con Husáin.
Hussain ibn Alí llamó a la gente para unirse a él por amor a Alá y a defender a la familia de Mahoma. Su discurso convenció a Hurr ibn Yazid al-Riyahi, el comandante de las tribus Tamim y Hamdam que había parado a Hussein en su viaje. Abandonó a ibn Sa‘ad y galopó hacia el pequeño ejército de Husáin.

#### Empieza la batalla
Ibn Sa‘ad avanzó y disparó una flecha contra el ejército de Husáin diciendo: “Da evidencias ante el emir de que yo he sido el primero en lanzar”. Después su ejército empezó a lanzar armas contra el ejército de Husáin. Ambas partes empezaron a luchar y una parte de los compañeros de Hussain murió.
La primera escaramuza fue entre el flanco derecho del ejército de Husáin y el izquierdo del ejército sirio. Un par de docenas de hombres dirigidos por Zuhayr ibn Qain luchó heroicamente y rechazó el ataque inicial de la infantería y en el proceso destruyó el flanco izquierdo del ejército sirio que, desorganizado, chocó con el ejército situado en el centro. El ejército sirio rompió rápidamente el acuerdo verbal prebélico de no usar flechas ni lanzas. El acuerdo se realizó en vista de la pequeña fuerza del ejército de Husáin.
Para prevenir el ataque indiscriminado de flechas contra el campamento de Husáin, donde había mujeres y niños, sus seguidores optaron por el combate individual. Hombres como Burayr ibn Judhayr, Muslim ibn Awsaŷa y Habib ibn Mazahir murieron en la lucha. Hubo intentos de salvar la vida de Husáin blindándole. Cada baja tenía un efecto considerable en la fuerza militar debido a que se encontraban ampliamente superados en número desde el principio. Los compañeros iban de uno en uno diciéndole adiós, incluso en medio de la batalla. Casi todos los compañeros de Husáin murieron por causa de las flechas y las lanzas.
Después de que casi todos los compañeros de Husáin murieran, sus familiares le pidieron permiso para luchar. Los hombres de Banu Háshim, el clan de Mahoma y Alí, salieron uno por uno. Alí Akbar ibn Husáin, el segundo hijo de Husáin, fue el primero en recibir permiso de su padre.
Las bajas de la tribu Banu Háshim fueron los hijos de Alí ibn Abi Tálib, los hijos de Ha´san ibn Alí, el hijo de Abdalá ibn Ya‘far ibn Abi Tálib y Záinab bint Alí, los hijos de Aqil ibn Abi Tálib así como el hijo de Muslim ibn Aqil. En total murieron setenta y dos (incluyendo el Imam Husáin).

#### Muerte de Abbás ibn Alí
Abbás ibn Alí avanzó hacia una rama del Éufrates por un dique. Continuó avanzando hasta el corazón del ejército de ibn Sa‘ad. Se encontraba bajo una pesada lluvia de flechas pero pudo traspasarla y causar numerosas bajas en ese flanco. Empezó a sentir sed pero, en un gesto de lealtad hacia su hermano y nieto de Mahoma no bebió nada de agua a pesar de estar muy sediento. Puso su cantimplora sobre el hombro derecho y volvió a las tiendas. Amr Sa‘ad dijo que se atacara a Abbás ibn Alí diciendo que si este conseguía llevar agua a las tiendas no se le podría derrotar hasta el final de los tiempos. Un gran ejército les cortó el paso y le rodeó. Fue emboscado desde detrás de un arbusto y se le cortó el brazo izquierdo. Abbás cogió la cantimplora con sus dientes. El ejército de Ibn Sa‘ad empezó a dispararle flechas, una de las cuales dio en la cantimplora y el agua se derramó. Volvió su caballo hacia el ejército pero alguien le golpeó con un gurz en su cabeza y cayó del caballo. En sus últimos momento, cuando Abbás ibn Alí se retiraba la sangre de la cara para poder ver el rostro de Huséin, Abbás dijo que no llevaran su cuerpo de vuelta al campamento porque prometió llevar agua y no podría ver la cara de Suqaina, la hija de Husáin ibn Alí.

#### Muerte de Huséin ibn Alí
Husáin ibn Alí dijo al ejército de Yazid ofrecer un combate individual y aceptaron. Mataron a cada uno de sus hombres en un combate individual. Forzó con frecuencia al ejército enemigo a retirarse, causando un gran número de bajas entre sus oponentes. Husáin y su hijo Alí Akbar fueron los dos guerreros que penetraron y dispersaron la base del ejército de Ibn Sa‘ad (un símbolo del caos extremo en la forma tradicional de guerrear).
Husáin avanzó profundamente en las filas traseras del ejército sirio. Cuando los enemigos se pararon entre él y las tiendas gritó:

"¡Ay, ay, ay, seguidores de la dinastía de Abu Sufyán! Si ninguna religión ha sido nunca aceptada por vosotros y no habéis temido el día de la resurrección sed entonces nobles en vuestro mundo…"

Entonces sus enemigos le atacaron hasta que el número de heridas le obligaron a parar. En ese momento fue golpeado en la frente por una piedra. Se estaba limpiando la sangre de la cara cuando una flecha le atravesó el corazón y dijo: “En el nombre de Alá, y por Alá, y por la religión del mensajero de Alá”.. Luego levantó su cabeza y dijo: “¡Oh Dios mío! Sabes que están matando a un hombre que es hijo de la hija de un profeta”. Cogió la flecha y se la sacó del pecho, lo que le causó sangrar de forma abundante.
Se debilitó y dejó de luchar. Los soldados que se le acercaron evitaron enfrentarse a él, viendo su posición. Un soldado, sin embargo, se acercó a él y le golpeó la cabeza con la espada.
Los enemigos dudaron en enfrentarse a Husáin pero al final le rodearon. En ese momento Abdalá ibn Hasan, un chico menor de edad, escapó de las tiendas y corrió hacia Husáin. Cuando un soldado intentó matar a Husáin, Abdalá ibn Hasan defendió a su tío con el brazo, el cual fue cortado. Husáin abrazó al niño, pero ya había sido herido por una flecha.
Husáin cogió su caballo e intentó huir pero el ejército de Yazid le siguió. Según la tradición chií, una voz del cielo declaró:

Estamos satisfechos con tus acciones y tus sacrificios.

Husáin enfundó su espada e intentó bajarse del caballo pero estaba muy herido y el caballo le bajó. Se sentó apoyado en un árbol.
Úmar ibn Sa‘ad ordenó a un hombre desmontar y acabar el trabajo. Jowali ibn Yazid al-Asbahiy precedió al hombre, pero tuvo miedo y no lo hizo. Entonces Shimir ibn Dhiljawshan desmontó de su caballo y le cortó el cuello a Husáin con su espada mientras Hussain estaba postrado ante Alá. Antes de que se le cortara el cuello, Husáin preguntó a Shimmir ibn Dhilŷawshan: “¿Has hecho tus oraciones hoy?”, pregunta que sorprendió a Shimmir porque no esperaba que nadie en la posición de Husáin hiciera tal pregunta. Shimmir dijo: “Juro por Dios que corto tu cabeza sabiendo que eres el nieto del mensajero de Alá y el mejor de la gente por padre y madre”. Luego puso la cabeza en una lanza. Los hombres de Ibn Sa‘ad robaron todos los objetos de valor que poseía Alí.

#### Otro final de la batalla
Mientras Huséin estaba descansando apoyado en sobre el árbol, Shimmir sabía que no podía luchar y envió a uno de sus hombres para matarle. El hombre fue y, al ver los ojos de Huséin, se asustó y volvió corriendo al campamento. Cuando Shimmir le preguntó por qué no había matado a Huséin, el hombre dijo que mirándole a los ojos había visto al profeta Mahoma. Enfadado, Shimmir envió a otro hombre, quien estaba tan asustado que dejó caer su espada y salió corriendo. Cuando Shimmir le preguntó por qué no le había matado, le dijo que había mirado en sus ojos y había visto la mirada furiosa de Alí. Shimmir estaba enfadado y dijo que lo tendría que hacer él mismo y, vistiendo sus botas de hierro, fue hacia Huséin y le golpeó en las costillas. Hussein cayó al suelo y Shimmir le faltó el respeto sentándose encima de él. Con un cuchillo romo, golpeó doce veces la garganta de Huséin. Huséin le dijo:

¡Levántate, tu cuchillo no funcionará aquí, esta fue la zona que besó el padre de mi madre, el Profeta Mahoma! Déjame postrarme y rezar por el bienestar de mi gente.

Cuando su cabeza estaba abajo, Shimmir se la cortó.
El ejército de Ibn Sa‘ad se apresuró en saquear las tiendas. Las hijas de la familia de Mahoma fueron sacadas de las tiendas sin velo y descalzas, mientras lloraban por sus familiares muertos. El ejército quemó todas las tiendas. Las mujeres preguntaron: "Por Alá, ¿nos harás pasar por el sitio del asesinato de Huséin?" Y cuando vieron a los mártires se lamentaron. entonces Saqina bint Huséin (muerta el 117 d.H.) abrazó el cuerpo de su padre hasta que algunas personas se la llevaron a rastras.
Úmar ibn Sa‘ad llamó a jinetes voluntarios para pisotear el cuerpo de Husáin. Diez jinetes lo pisotearon hasta que el pecho y la espalda estuvieron en el suelo.
Tradicionalmente se cree que el cuerpo de Huséin fue martirizado pero su nur (luz) e imanato pasó a su hijo Alí quien se convirtió en el Imam Aslí Zain ul-Abidín (Sahifa as-Sayyadiya es una colección de sus plegarias).

## Después de la batalla
Úmar ibn Sa‘ad envió la cabeza de Husáyn a Ibn Ziyad la tarde de la Ashura y ordenó que se enviaran las cabezas de siete de sus compañeros a Kufa. Las cabezas fueron distribuidas a varias tribus, permitiéndoles ganarse el favor de Ibn Ziyad. Ibn Sa‘ad permaneció en Kerbala’ hasta el mediodía del día siguiente.
Después de que el ejército de Ibn Sa'ad saliera de Kerbala’, algunas personas de la tribu de Banu Ásad fueron a la ciudad y enterraron a sus muertos
El 11 de Muharram (11 de octubre de 680), todos los cautivos incluyendo todas las mujeres y niños fueron cargados en camellos sin silla y sin sombrilla y les trasladaron a Kufa. Al acercarse a Kufa, su gente se reunió para verlos. Algunas mujeres de Kufa reunieron velos para ellas sabiendo que eran familiares de Mahoma. Entre los cautivos estaba Alí ibn Husáin, que se encontraba gravemente enfermo, así como Hasan ibn Hasan al-Muthanna, que fue gravemente herido en la batalla de Kerbala’.
Durante el viaje de Kerbala a Kufa, y de Kufa a Damasco, la hermana de Husáin, Zainab bint Ali y Umm-Kulthum bint Ali, y su hijo Alí ibn Huséin dieron varios discursos donde expusieron la verdad sobre Yazid y contaron al mundo islámico las numerosas atrocidades cometidas en Kerbala. Después de ser llevados a la corte de Yazid, Záinab dio valientemente un discurso en el cual denunciaba la petición del califato realizada por Yazid y elogiaba el levantamiento de Husáin.
Los prisioneros estuvieron confinados en Damasco el año siguiente, durante el cual algunos como Saqina bint Husáyn murieron de pena. Los habitantes de Damasco empezaron a frecuentar la prisión, y Záinab y Alí ibn Husáyn utilizaron la admiración de los damascenos para difundir el mensaje de Husayn y explicar a la gente las razones de su levantamiento. La creciente oposición pública contra Yazid, que se empezó a propalar en Siria y algunas partes de Irak, impulsó a este a ponerles en libertad y permitir su retorno a Medina, donde continuaron defendiendo y propagando la causa de Husáyn.
Los musulmanes chiíes conmemoran la batalla de Kerbala cada año en el mes islámico de Muharram. El luto empieza el primer día del mes del calendario islámico y luego llega a su clímax en el día 10, el día de la batalla, conocido como Ashura. Es un día de majlises (procesiones públicas) y de gran duelo. Los hombres y las mujeres cantan y lloran, se lamentan por Husáyn ibn Ali, por su familia y sus seguidores. Los discursos enfatizan la importancia del valor que tienen los sacrificios que Husáyn ibn Ali hizo por el islam. Los chiíes en Irán se autoflagelan con cadenas o látigos, normalmente haciéndose heridas. La mayoría de los chiíes muestran, sin embargo, su dolor llorando y golpeando sus pechos con sus manos en un proceso llamado Mattum. Cuarenta días después de la Ashura, los chiíes lloran la muerte de Husáyn ibn Ali, en una celebración llamada Peregrinación de Arbain.